# اوربی
اوربی (انگلیسی: Urbi) شرکت ساخت‌وساز مکزیکی است، که در سال ۱۹۸۱ تأسیس شد.